# King's Meaburn
King's Meaburn is een civil parish in het bestuurlijke gebied Eden, in het Engelse graafschap Cumbria. In 2001 telde het dorp 105 inwoners.